# Kefír

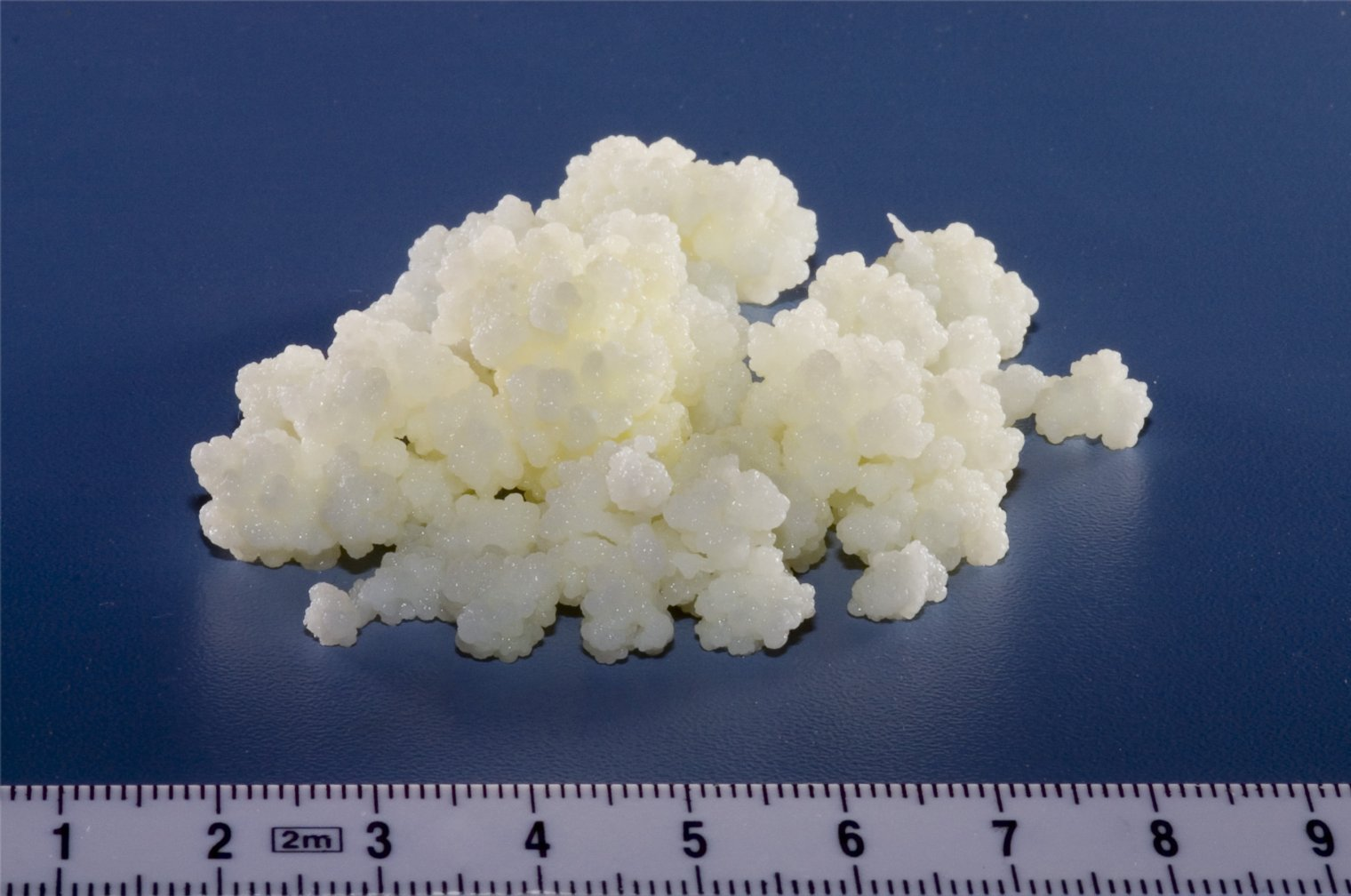
Kefírová zrna, která se používají při výrobě kefíru

Kefír je kvašený mléčný nápoj původem z Kavkazu a také z opatství v Tibetu. Nejčastěji se připravuje z kozího, kravského nebo ovčího mléka a kefírového zrna. Původně byl kefír vyráběn v kožených vacích, které byly zavěšeny u vchodu, a když kolem někdo šel, zaklepal na vak, aby mléko zůstalo smíchané s kefírovými zrny.
Kromě tradičního mléčného kefíru, pak existuje i vodní kefír. V něm tvoří kvasnou kulturu kefírové krystaly a živnou půdu voda obohacená ovocnými cukry (typické je použití přírodně sušených nesířených ovocných plodů).

## Obecně
Kefírová zrna jsou kombinací bakterií a kvasinek v bílkovinách, tucích a cukrech. Tato symbiotická kultura vzhledem připomíná květák. V kefírových zrnech se nachází mnoho různých bakterií a kvasinek, které tvoří složité a vysoce proměnlivé společenství mikroorganismů. Tyto pro člověka příznivé organismy se rychle množí v mléku. Jejich působení ve střevech spočívá mj. v tom, že vytvářejí nepříznivé prostředí pro rozličné patogeny a tím je vytěsňují. Doma vyrobený kefír mívá oproti komerčnímu zhruba 10× více probiotických organismů, protože v procesu výroby komerčních produktů se provádí pasterizace.
Bakterie kefíru metabolizují mléčný cukr (laktózu) na mléčnou kyselinu, čímž vznikne kyselý, lehce perlivý, mírně alkoholický nápoj s konzistencí podobnou řídkému jogurtu, který zpravidla tolerují i osoby s laktózovou intolerancí. Na počátku 20. století dosahoval kvašený kefír v malých mlékárnách až 2 % alkoholu, ale kefír vyráběný komerčně moderními metodami má méně než 1 % alkoholu díky snížené době kvašení.
Jméno kefír pochází z původních krajových názvů „kepu“, „kchapu“ a „kiafir“. V Turecku jej nazývají „kef“, což znamená pochoutka.